# Sankt Basileios av Ostrogs kyrka, Preljina
Sankt Basileios av Ostrogs kyrka (serbisk kyrilliska: Црква Светог Василија Острошког; latinska: Crkva Svetog Vasilija Ostroškog; kyrkslaviska: Це́рковь Свѧтого Васї́лїѧ Ѻстрожского) är en serbisk-ortodox kyrkobyggnad belägen vid i byn Preljina i staden Čačak, i regionen Šumadija i centrala Serbien.
Kyrkan är helgad åt Sankt Basileios av Ostrog och tillhör Žičas stift.

## Historik
Sankt Basileios av Ostrogs kyrka i Preljina invigdes år 2001.
Kyrkan uppfördes med anledning av att det hade gått 2000-år sedan kristendomens grundande. Uppbyggandet utfördes helt av en humanitär fond.

## Kyrkan
- Kyrkans form ser ut som ett kors.[1]
- Kyrkans yta är totalt 56 kvadratmeter.[1]